# باشگاه فوتبال کوکیمبو یونیدو
باشگاه فوتبال کوکیمبو یونیدو (انگلیسی: Coquimbo Unido) یک باشگاه فوتبال مستقر در کوکیمبو، شیلی است که در حال حاضر در لیگ برتر فوتبال شیلی، بالاترین رده لیگ فوتبال در این کشور، به رقابت می‌پردازد.

## تاریخچه
این باشگاه در تاریخ ۳۰ اوت ۱۹۵۸ تأسیس شد.
در سال ۲۰۰۵، این باشگاه در تورنمنت آپرتورا لیگ برتر به مقام دوم رسید و در فینال به باشگاه فوتبال یونین اسپانیولا باخت. با این حال، باشگاه در تورنمنت کلاسورا عملکرد ضعیفی داشت و تنها یک رتبه با سقوط فاصله داشت.
کوکیمبو در سال ۲۰۱۸ قهرمان پریمرا لیگ بی شد و پس از ۱۴ سال غیبت به لیگ برتر فوتبال شیلی بازگشت. این باشگاه در فصل ۲۰۱۹ عملکرد فوق‌العاده‌ای داشت و در جدول لیگ پنجم شد و برای اولین بار در ۲۸ سال به مسابقات قاره‌ای راه یافت.
در سال ۲۰۲۰، این باشگاه فصل ضعیفی را در لیگ برتر تجربه کرد و در نهایت سقوط کرد. با این حال، آن‌ها در جام سودآمریکا ۲۰۲۰ عملکرد عالی داشتند و به مرحله نیمه‌نهایی رسیدند و توسط قهرمان آن دوره، باشگاه فوتبال دیفنسا جاستیکیا حذف شدند و تیم‌های قابل توجهی مانند باشگاه ورزشی اتلتیکو جونیور و باشگاه ورزشی هوانکایو را در مسیر خود حذف کردند.

## ورزشگاه خانگی

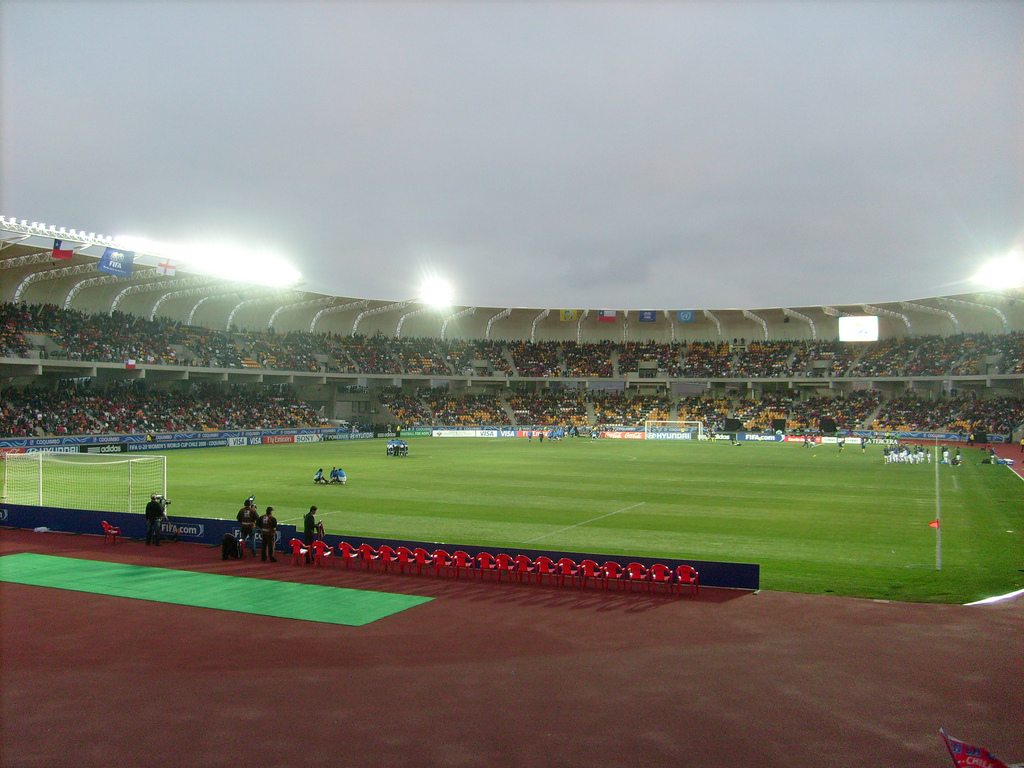
نمای داخلی استادیوم جدید.

استادیوم خانگی کوکیمبو یونیدو استادیوم شهرداری فرانسیسکو سانچز روموروسو است که در کوکیمبو، شیلی واقع شده است. این استادیوم دارای پیست دو و میدانی است، اما عمدتاً برای مسابقات فوتبال استفاده می‌شود. استادیوم قبلی در تاریخ ۱ ژوئیه ۱۹۷۰ افتتاح شد و ظرفیت آن ۱۷٬۷۵۰ نفر بود.
در سال ۲۰۰۷، این استادیوم به عنوان یکی از مکان‌های برگزاری جام جهانی زیر ۲۰ سال زنان ۲۰۰۸ انتخاب شد. برای رعایت استانداردهای فیفا، یک استادیوم کاملاً جدید ساخته شد. ظرفیت آن از ۱۵٬۰۰۰ به ۱۸٬۷۵۰ افزایش یافت. استادیوم جدید به شکل کشتی طراحی شده است تا به سنت دریایی کوکیمبو ادای احترام کند. این شهر به خاطر بندر و داستان‌های دزدان دریایی‌اش مشهور است. استادیوم در تاریخ ۹ نوامبر ۲۰۰۸ افتتاح شد.